# Ridgeway (Wisconsin)
Ridgeway és una població dels Estats Units a l'estat de Wisconsin. Segons el cens del 2000 tenia 689 habitants.

## Demografia
Segons el cens del 2000, Ridgeway tenia 689 habitants, 274 habitatges, i 180 famílies. La densitat de població era de 211,1 habitants per km².
Dels 274 habitatges en un 33,9% hi vivien nens de menys de 18 anys, en un 50,7% hi vivien parelles casades, en un 10,9% dones solteres, i en un 34,3% no eren unitats familiars. En el 27,4% dels habitatges hi vivien persones soles el 9,5% de les quals corresponia a persones de 65 anys o més que vivien soles. El nombre mitjà de persones vivint en cada habitatge era de 2,49 i el nombre mitjà de persones que vivien en cada família era de 3,04.
Per edats la població es repartia de la següent manera: un 26,1% tenia menys de 18 anys, un 8,1% entre 18 i 24, un 34,5% entre 25 i 44, un 20,9% de 45 a 60 i un 10,3% 65 anys o més.
L'edat mediana era de 36 anys. Per cada 100 dones de 18 o més anys hi havia 99,6 homes.
La renda mediana per habitatge era de 41.548 $ i la renda mediana per família de 50.795 $. Els homes tenien una renda mediana de 32.250 $ mentre que les dones 22.308 $. La renda per capita de la població era de 17.887 $. Aproximadament el 3,6% de les famílies i el 10,8% de la població estaven per davall del llindar de pobresa.

## Poblacions properes
El següent diagrama mostra les poblacions més properes.